# Turnera weddelliana
Turnera weddelliana là một loài thực vật có hoa trong họ Lạc tiên. Loài này được Urb. & Rolfe miêu tả khoa học đầu tiên năm 1883.